# Damias peculiaris
Damias peculiaris là một loài bướm đêm thuộc phân họ Arctiinae, họ Erebidae.